# Velike Dole
Velike Dole – wieś w Słowenii, w gminie Trebnje. W 2018 roku liczyła 52 mieszkańców.